# Siraj Daily
Siraj Daily is een Malayalam-talig dagblad in India. Het werd opgericht in 1984. De broadsheet-krant heeft edities in Kozhikode, Thiruvananthapuram, Kochi, Kannur en, buiten de grenzen, in Dubai. De krant is eigendom van Thoufeeque Publications.